# Capitoli di World's End Harem

Copertina del primo volume dell'edizione italiana, raffigurante Mira Suo

Questa è la lista dei capitoli di World's End Harem, manga scritto da LINK e disegnato da Kotaro Shōno e serializzato dall'8 maggio 2016 sulla rivista digitale Shōnen Jump+ edita da Shūeisha.  Nel maggio 2020 è stato comunicato che la prima parte della serie aveva raggiunto il climax. La prima parte della storia si è conclusa il 21 giugno 2020 con 85 capitoli. I vari capitoli sono stati raccolti in 12 volumi tankōbon pubblicati dal 2 settembre 2016 al 4 agosto 2020. Il disegnatore Kotaro Shōno confermò in un'intervista che uno dei titoli provvisori della serie era World's End Stallion (終末のスタリオン?, Shūmatsu no Sutarion), successivamente sostituito con quello attuale.
La seconda parte, denominata World's End Harem: After World (終末のハーレム After World?, Shūmatsu no Hāremu Afutā Warudo), è stata annunciata nel marzo 2021 e serializzata dal 9 maggio seguente sempre su Shōnen Jump+. La serie è entrata nell'arco narrativo finale il 4 dicembre 2022 e si è conclusa il 7 maggio 2023. I capitoli sono stati raccolti in 6 volumi tankōbon pubblicati dal 4 ottobre 2021 al 2 giugno 2023.
In Italia la serie è stata annunciata al Comicon 2019 da Edizioni BD che ha pubblicato la prima parte sotto l'etichetta J-Pop dal 10 luglio 2019 al 5 maggio 2021. La seconda parte invece è stata annunciata a marzo 2023 e pubblicata dal 13 settembre dello stesso anno al 21 agosto 2024.

## World's End Harem
| 1  | 2 settembre 2016 | ISBN 978-4-08-880819-2 | 10 luglio 2019   | ISBN 978-88-3275-927-3 |
| 1  | Capitoli - 1. Cold Sleep (コールドスリープ?, Kōrudo Surīpu) - 2. Il mondo delle donne (女たちの世界?, On'na-tachi no sekai) - 3. Cinque miliardi (50億?, 50 oku) - 4. Il primo uomo (第1の男?, Dai-ichi no otoko) - 5. Indizi (手がかり?, Tegakari) - 6. La decisione (決意?, Ketsui) |                        |                  |                        |
| 2  | 31 dicembre 2016 | ISBN 978-4-08-880842-0 | 4 settembre 2019 | ISBN 978-88-349-0034-5 |
| 2  | Capitoli - 7. Due donne (二人の女性?, Futari no josei) - 8. La persona scomparsa (失われしもの?, Ushinawa reshi mono) - 9. Diseguaglianza (格差?, Kakusa) - 10. Accordo (取引?, Torihiki) - 11. Proclama mondiale (世界宣言?, Sekai sengen) - 12. Una storia già sentita (ありふれ た 光景?, Arifureta kōkei) - 13. Il terzo uomo (第3の男?, Dai-san no otoko) - 14. Nuova Vita (新生活?, Shin seikatsu) - (番外編`?, Bangai-hen ichi) |                        |                  |                        |
| 3  | 2 giugno 2017 | ISBN 978-4-08-881087-4 | 30 ottobre 2019  | ISBN 978-88-349-0077-2 |
| 3  | Capitoli - (番外編2?, Bangai-hen ni) - 15. Prima volta (初体験?, Shotaiken) - 16. Vita di scuola (学校生活?, Gakkō seikatsu) - 17. L'ora di nuoto (水泳の時間?, Suiei no jikan) - 18. Natsu ichijou (一条奈都?, Ichijō Natsu) - 19. Il segreto della scuola (学園の秘密?, Gakuen no himitsu) - 20. Cambio (変化?, Henka) - 21. Le due tutor (二人の担当官?, Futari no tankō-kan) |                        |                  |                        |
| 4  | 4 ottobre 2017 | ISBN 978-4-08-881243-4 | 15 gennaio 2020  | ISBN 978-88-349-0156-4 |
| 4  | Capitoli - (番外編3?, Bangai-hen san) - 22. Le terme (温泉?, Onsen) - 23. Visita medica (健康診断?, Kenkōshinda) - 24. Una strada studentessa straniera (奇妙な留学生?, Kimyōna ryūgakusei) - 25. Sospetto (疑念?, Ginen) - 26. Intreccio (交錯?, Kōsaku) - 27. Shunka Hiiragi (柊春歌?, Hiiragi Shunka) - 28. Akira Toudou (東堂晶?, Tōdō Akira) |                        |                  |                        |
| 5  | 2 febbraio 2018 | ISBN 978-4-08-881438-4 | 11 marzo 2020    | ISBN 978-88-349-0222-6 |
| 5  | Capitoli - 29. Il segreto dell'infermeria (保健室の秘事?, Hoken-shitsu no Hiji) - 30. La studentessa trasferita (転校生?, Tenkōsei) - 31. Sguardo (視線?, Shisen) - 32. Intenti comuni (絡み合う思惑?, Karamiau omowaku) - 33. Il distretto degli sfollati (難民地区?, Nanmin chiku) - 34. Deduzione (推論?, Suiron) - Special. Un giorno da Kyoji Hino (火野恭司の華麗なる一日?, Hino Kyōji no kareinaru tsuitachi) |                        |                  |                        |
| 6  | 4 luglio 2018 | ISBN 978-4-08-881523-7 | 27 maggio 2020   | ISBN 978-88-349-0289-9 |
| 6  | Capitoli - 35. L'edificio misterioso (謎の施設?, Nazo no shisetsu) - 36. Complotto (陰謀?, Inbō) - 37. Rikka Yanagi (柳律香?, Yanagi Rikka) - 38. Vendetta (復讐?, Fukushū) - 39. Il Cihn P'ing Mei del 2045 (2045年の金瓶梅?, Nisenyonjūgo-nen no Kinpeibai) - 40. Divertimento in piscina (プール遊び?, Pūru asobi) - 41. Ritorsione (意趣返し?, Ishu-gaeshi) |                        |                  |                        |
| 7  | 2 novembre 2018 | ISBN 978-4-08-881634-0 | 22 luglio 2020   | ISBN 978-88-349-0339-1 |
| 7  | Capitoli - 42. Foresta di carne (肉の森林?, Niku no shinrin) - 43. Il mondo esterno (外の世界?, Soto no sekai) - 44. Il quarto uomo (第４の男?, Dai-yon no otoko) - 45. Tessuto sociale (それぞれの人間模様?, Sorezore no ningen moyō) - 46. Rituale (秘儀?, Higi) - 47. Il piano della sede centrale 1 (世界本部の企み 前篇?, Sekai honbu no takurami senhen) - 48. Il piano della sede centrale 2 (世界本部の企み 後編?, Sekai honbu no takurami kōhen) |                        |                  |                        |
| 8  | 4 marzo 2019 | ISBN 978-4-08-881762-0 | 2 settembre 2020 | ISBN 978-88-349-0384-1 |
| 8  | Capitoli - 49. I due numeri (二人のナンバーズ?, Futari no Nanbāzu) - 50. Lacrime (涙?, Namida) - 51. Fuga (脱出?, Dasshutsu) - 52. La risoluzione di un uomo (男の覚悟?, Otoko no kakugo) - 53. Ricordo di un'estate (夏の思い出?, Natsu no omoide) - 54. Ritrovarsi (再会?, Saikai) - 55. Il villaggio di Izanami (イザナミの村?, Izanami no mura) |                        |                  |                        |
| 9  | 2 agosto 2019 | ISBN 978-4-08-882044-6 | 11 novembre 2020 | ISBN 978-88-349-1537-0 |
| 9  | Capitoli - 56. Vigilia (前夜?, Zen'ya) - 57. La purificazione del sacro spirito (聖心祓穢?, Senshin harai kita na) - 58. Kuniumi (国産み?, Kuniumi) - 59. Promessa (約束?, Yakusoku) - 60. Toccare il fondo (卑略?, Hiryaku) - 61. Contrasto (摩擦?, Masatsu) - 62. Eccitazione (挑発?, Chōhatsu) |                        |                  |                        |
| 10 | 4 gennaio 2020 | ISBN 978-4-08-882188-7 | 8 gennaio 2021   | ISBN 978-88-349-0463-3 |
| 10 | Capitoli - 63. Profezia (占われる未来?, Uranawa reru mirai) - 64. Determinazione (試される覚悟?, Tamesa reru kakugo) - 65. La granduchessa di Losania (ロスアニア大公女?, Rosuania dai-kōjiyo) - 66. La luminare (天才科学者?, Tensai kagakusha) - 67. L'unico modo (たったひとつの冴えるやり方?, Tatta hitotsu no saeru yarikata) - 68. Cinque ragazze (5人の女性?, Go-nin no josei) - 69. Maria Kuroda (黒田マリア?, Kuroda Maria) - Special. Capitolo esclusivo sul mating di Akira Toudou, vincitrice del contest di popolarità! (人気投票第1位記念！ 東堂晶 特別描き下ろしメイティング?, Ninki tōhyō dai ichi-i kinen! Tōdō Akira tokubetsu kaki oroshi Meitingu) |                        |                  |                        |
| 11 | 13 maggio 2020 | ISBN 978-4-08-882304-1 | 3 marzo 2021     | ISBN 978-88-349-0553-1 |
| 11 | Capitoli - 70. Akane Ryuzoji (龍造寺 朱音?, Ryūzōji Akane) - 71. Anastasia (アナスタシア?, Anasutashia) - 72. Lu Bingbing (ルー・ビンビン?, Rū Binbin) - 73. Cinque anni prima (5年前?, Gonen mae) - 74. Il passato di Elisa (絵理沙の過去?, Erisa no kako) - 75. Backup (バックアップ?, Bakkuappu) - 76. Il primo ricordo (最初の記憶?, Saisho no kioku) - 77. Lo sviluppo del vaccino (ワクチン開発?, Wakuchin kaihatsu) - Special. In infermeria (保健室にて…?, Hoken-shitsu-nite…) |                        |                  |                        |
| 12 | 4 agosto 2020 | ISBN 978-4-08-882457-4 | 5 maggio 2021    | ISBN 978-88-349-0631-6 |
| 12 | Capitoli - 78. L'abisso della morte (死の淵?, Shi no fuchi) - 79. La speranza dell'umanità (人類の希望?, Jinrui no kibō) - 80. Kyoji e Neneko (恭司と寧々子?, Kyōji to Neneko) - 81. Il giorno del destino (運命の日?, Unmei no hi) - 82. La proposta di Elisa (絵理沙の提案?, Erisa no teian) - 83. Due (二人?, Futari) - 84. Attacco (襲撃?, Shūgeki) - 85. Una nuova era (新たなる時代?, Aratanaru jidai) |                        |                  |                        |

## World's End Harem: After World
| 13 | 4 ottobre 2021 | ISBN 978-4-08-882817-6 | 13 settembre 2023 | ISBN 978-88-349-2246-0 |
| 13 | Capitoli - 1. 10.000 donne (一万倍の女たち?, Ichiman-bai no on'na-tachi) - 2. Housemate (ハウスメイト?, Hausumeito) - 3. Convivenza (共同生活?, Kyōdō seikatsu) - 4. La missione di Reito (怜人の使命?, Reito no shimei) - 5. Il motivo per cui siamo state scelte (選ばれた理由?, Eraba reta riyū) - 6. La salvezza del mondo o la sua rovina (世界を救うもの あるいは厄災?, Sekai o sukuu mono aruiwa yaku wazawai) - Extra. Il bagno delle Housemate            |                        |                   |                        |
| 14 | 4 gennaio 2022 | ISBN 978-4-08-882853-4 | 29 novembre 2023  | ISBN 978-88-349-1328-4 |
| 14 | Capitoli - 7. Il primo appuntamento (初デート?, Hatsu Dēto) - 8. Il segnale (秘密の合図?, Himitsu no aizu) - 9. La missione di Reito (怜人の使命?, Reito no shimei) - 10. Beach Resort (ビーチリゾート?, Bīchi Rizōto) - 11. Beach volley (南国ビーチバレー?, Nangoku Bīchi Barē) - 12. Stelline (線香花火?, Senkō hanabi) - 13. Il suo cuore (あの人の心臓?, Ano hito no shinzō) - 14. Il bersaglio (狙われる者?, Nerawa reru mono)                               |                        |                   |                        |
| 15 | 2 maggio 2022 | ISBN 978-4-08-883105-3 | 28 febbraio 2024  | ISBN 978-88-349-2410-5 |
| 15 | Capitoli - 15. Il vero ruolo (本当の役割?, Hontō no yakuwari) - 16. Riproduzione (生殖?, Seishoku) - 17. Un tempo limitato (限りある時間?, Kagiri aru jikan) - 18. Festa (交流会?, Kōryūkai) - 19. Il cagnolino di Yuria (百合愛の愛犬?, Yuria no aiken) - 20. Il vero obiettivo (真の狙い?, Shin no nerai) - 21. Due insieme (二人で共に?, Futari de tomoni) - 22. Il desiderio di una donna (女の欲求?, On'na no yokkyū)                                         |                        |                   |                        |
| 16 | 2 settembre 2022 | ISBN 978-4-08-883254-8 | 20 marzo 2024     | ISBN 978-88-349-2506-5 |
| 16 | Capitoli - 23. Sakura Kanemura (金村 桜?, Kanemaru Sakura) - 24. Ricordi di famiglia (家族の記憶?, Kazoku no kioku) - 25. Sorella e fratello (姉と弟?, Ane to otōto) - 26. Compagni (同行者?, Dōkōsha) - 27. Il villaggio di Izanami (イザナミ村?, Izanami mura) - 28. La vita al villaggio (村の生活?, Mura no seikatsu) - 29. Assalto (強襲?, Kyōshū) - 30. I sentimenti di Sakura (桜の想い?, Sakura no omoi)                                                   |                        |                   |                        |
| 17 | 2 maggio 2023 | ISBN 978-4-08-883550-1 | 19 giugno 2024    | ISBN 978-88-349-2574-4 |
| 17 | Capitoli - 31. Ricordi lontani (遠い記憶?, Tōi kioku) - 32. Amore (恋慕?, Renbo) - 33. Cavia da laboratorio (実験動物?, Jikken dōbutsu) - 34. Maria's Womb (聖母の子宮?, Seibo no shikyū) - 35. Rea e Mira (麗亜と美来?, Reia to Mira) - 36. Le sorti del mondo (世界の行方?, Sekai no yukue) - 37. Il ristorante di quella volta (あの時の店?, Ano toki no mise) - 38. Reclusione (監禁?, Kankin)                                                                 |                        |                   |                        |
| 18 | 2 giugno 2023 | ISBN 978-4-08-883624-9 | 21 agosto 2024    | ISBN 978-88-349-2726-7 |
| 18 | Capitoli - 39. Il cuore delle cose (こころ?, Kokoro) - 40. Moltiplicazione (増殖?, Zōshoku) - 41. La scelta (選択?, Sentaku) - 42. Incidente (異変?, Ihen) - 43. Boato di distruzione (破滅の音?, Hametsu no oto) - 44. Oltre il bene e il male (善悪の彼岸?, Zenaku no higan) - 45. La fine del mondo (世界の終わり?, Sekai no owari) - 46. Raccogliere speranze (思いを集めて?, Omoi o atsumete) - Epilogo. The World Will Never End (The world will never end?) |                        |                   |                        |